# Shuttle Carrier Aircraft

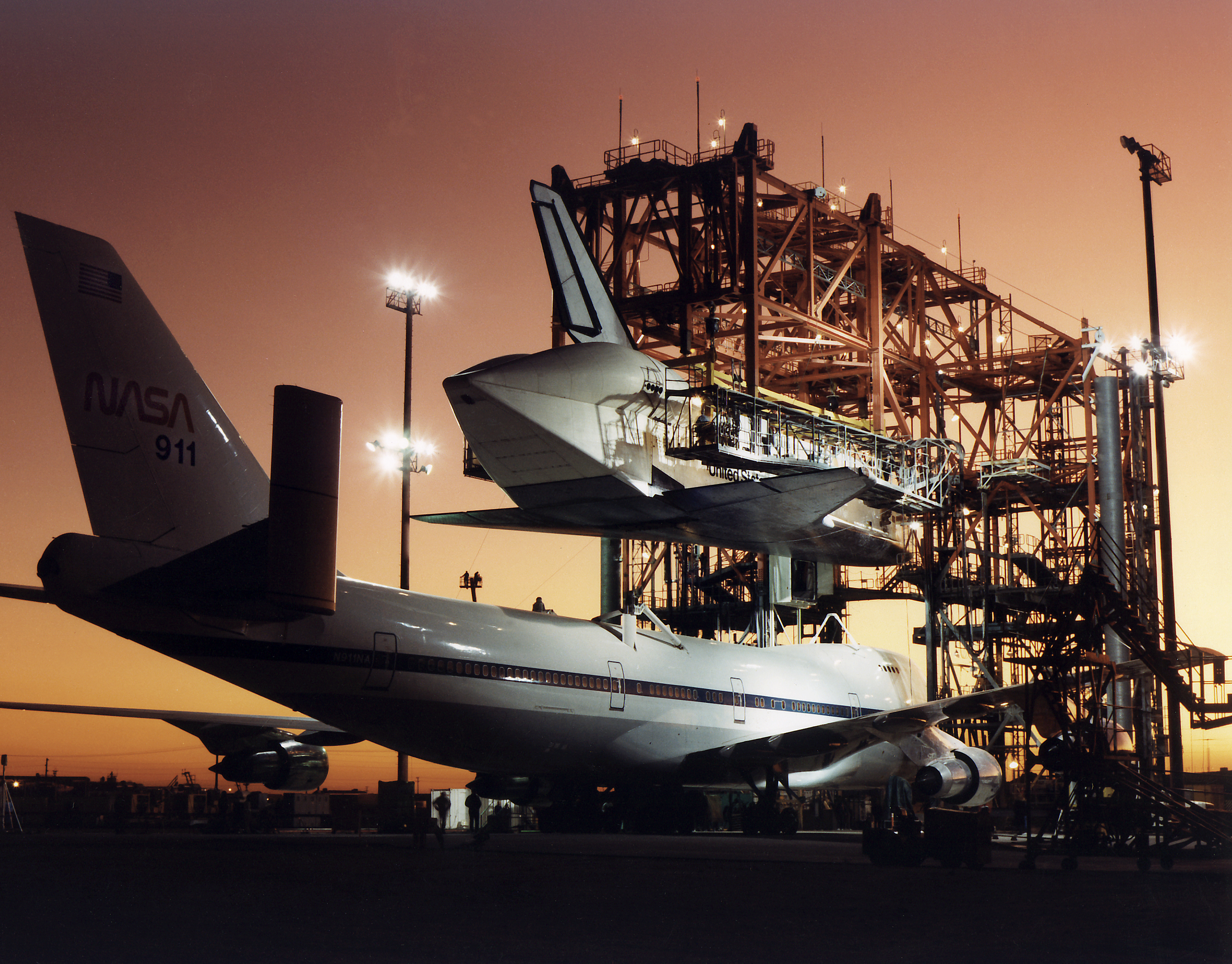
Die Atlantis wird auf dem Dryden Flight Research Center auf das SCA montiert

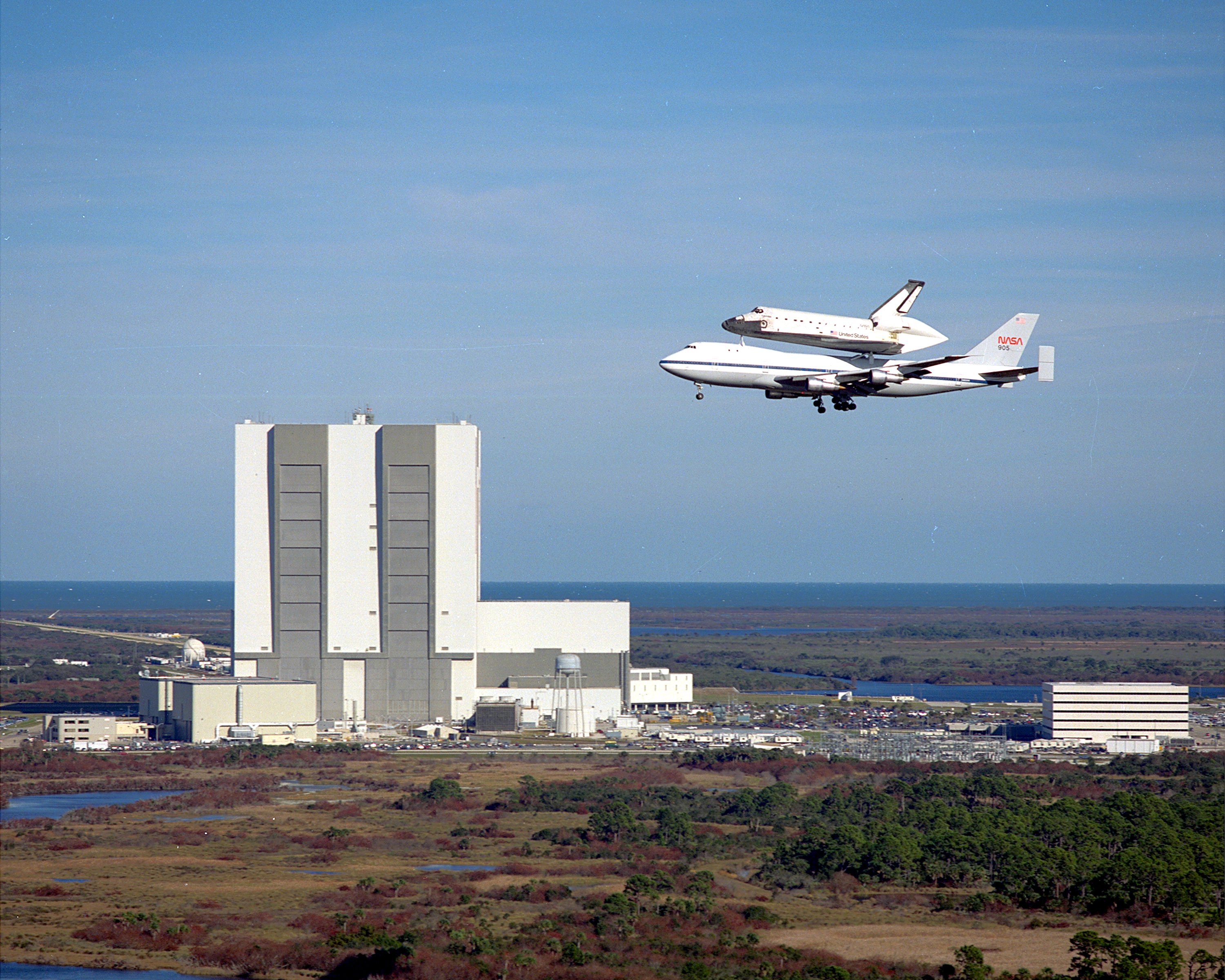
Columbia fliegt auf dem Shuttle Carrier Aircraft (SCA) nach der STS-32-Mission am Vehicle Assembly Building (VAB) vorbei

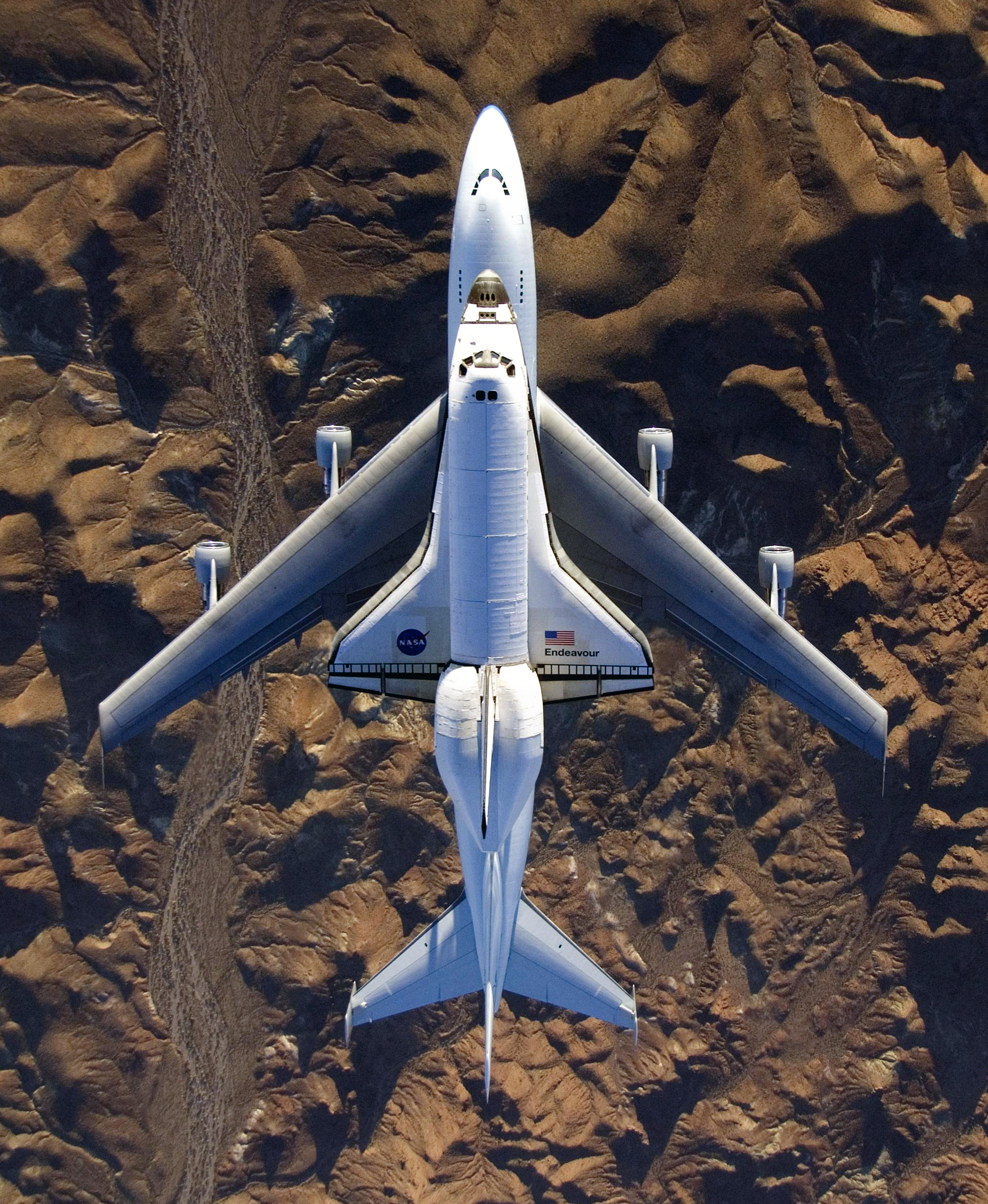
Endeavour wird mit einem Shuttle Carrier zurück nach Florida gebracht

Die Shuttle Carrier Aircraft (SCA) Transporter waren zwei modifizierte Flugzeuge vom Typ Boeing 747-100 zum Huckepack-Transport des über 100 Tonnen schweren Space Shuttles der amerikanischen Luft- und Raumfahrtbehörde NASA. Die erste Maschine wurde für die Segelflugversuche der „Enterprise“ genutzt, für Auslieferungen sowie zum Rücktransport der Space Shuttles zum Kennedy Space Center, wenn die Shuttle-Landung auf einem der alternativen Landeplätze an der Westküste, den Luftwaffenbasen Edwards in Kalifornien und White Sands in New Mexico, erfolgte. Die zweite Maschine half ab 1991 mit. 
Nach dem Ende des Shuttle-Programms und Verbringung der Fähren in Museen dienten die beiden Flugzeuge als Ersatzteilspender für SOFIA, ein fliegendes Infrarotteleskop, das die NASA gemeinsam mit dem Deutschen Zentrum für Luft- und Raumfahrt (DLR) betrieb.

## Beschreibung
Die US-Luftwaffe besaß mit den Frachtmaschinen vom Typ Lockheed C-5 „Galaxy“ das in den 1970er Jahren größte Flugzeug der Welt, das jedoch als Schulterdecker ausgelegt war, mit Tragflächen oben am Rumpf. Damit wäre der Abstand zu den Stummelflügeln der Fähre gering gewesen, die NASA wählte daher den Tiefdecker Boeing 747 als Basis, zumal ein Jumbojet als bereits gebrauchte Zivilmaschine günstiger zu erwerben und zu betreiben war. Den Sowjets stand in den 1980er Jahren zwar die noch größere Antonow An-124 zur Verfügung, dieser Schulterdecker musste jedoch durch deutliche Verbreiterung zur noch größeren Antonov An-225 umgebaut werden um einen sicheren Transport zu gewährleisten. 
Wichtigste Aufgabe waren zunächst die ab 1977 durchgeführten Segelflugversuche mit der „Enterprise“, um die Funktion des Konzepts zu beweisen. Der Raumfähren-Prototyp wurde dazu mit einem Hebekran, dem Mate-Demate Device, auf den Rücken des SCAs gehoben und dort verankert. Ein „Demate“ konnte auch im Sinkflug erfolgen, um die Fähre für den Segelflug freizugeben. 
Der Flug mit einer Raumfähre auf dem Rücken brachte aufgrund des hohen Luftwiderstandes Einschränkungen mit sich. Die Reichweite der Boeing 747 reduzierte sich auf etwa 1.900 km, zu wenig für einen transkontinentalen Flug von den häufig genutzten Landeplätzen in den trockenen Wüsten der Westküste zurück zum Startkomplex am Kennedy Space Center, das an der Atlantikküste nach bei günstiger Witterung erfolgtem Start oft kein ebenso gutes Wetter zur Landung bieten konnte. Im Vergleich dazu hat eine unbeladene Maschine eine Reichweite von 10.000 km. Das SCA hat eine maximale Flughöhe von 7.600 m bei einer Geschwindigkeit von Mach 0,7 und einem Treibstoffverbrauch von etwa 100 Litern pro Flugkilometer. Aus diesem Grund musste ein SCA bei einem transkontinentalen Flug mehrere Tankstopps einlegen, auf eine Umrüstung auf Luftbetankung wurde verzichtet.
Etwa 170 Personen bereiteten das SCA etwa eine Woche lang für einen Flug vor. Ein transkontinentaler Flug kostete ca. 1,7 Millionen US-Dollar.
Beide Flugzeuge sind in ihren Eigenschaften identisch. Während eine Maschine normalerweise immer am Dryden Flight Research Center auf der Edwards Air Force Base (i. d. R. N911NA) stationiert wurde, befand sich die andere auf dem Pinal Airpark in Arizona (KMZJ) (i. d. R. N905NA). Bis zum Ende der Ära der US-Raumfähren waren beide SCA auf der Edwards Air Force Base stationiert (34° 57′ 25″ N, 117° 52′ 58″ W).

## NASA 905
Die Maschine NASA 905 (Luftfahrzeug-Kennzeichen: N905NA) war das erste Shuttle Carrier Aircraft der NASA. Die Boeing 747-123, Erstflug am 15. Oktober 1970, Seriennummer 20107, Laufende Nummer 86 wurde am 29. Oktober 1970 von American Airlines erworben. Am 18. Juli 1974 wurde sie mit dem immer noch aktuellen Kennzeichen auf die NASA zugelassen. Ihr ursprünglicher Einsatzzweck bei der NASA diente zur Untersuchung von Wirbelschleppen. Ihr damaliger Stationierungsort war das Dryden Flight Research Center.
1976 wurde NASA 905 von Boeing umgebaut. Die Sitze wurden ausgebaut, es wurden Halterungen für das Shuttle angebracht und der Rumpf wurde verstärkt. Dem Austrittspunkt der vorderen Halterung auf dem Oberdeck fiel auf beiden Seiten das dritte, hintere Fenster zum Opfer. Zusätzliche Seitenleitwerke sorgen für mehr Stabilität beim Transport des Orbiters. Die Avionik und die Triebwerke wurden verbessert und ein Notausstiegssystem, das dem der ersten Boeing-747-Testflüge ähnlich war, wurde in N905NA eingebaut. Der Fluchttunnel wurde jedoch später nach der Beendigung der Approach and Landing Tests (ALT) wieder entfernt. Man befürchtete, dass eine Person beim Notausstieg in ein Triebwerk geraten könnte.
Die Approach and Landing Tests des Space Shuttles, die ab 1977 mit diesem Flugzeug durchgeführt wurden, war eine Serie von 13 Flügen mit dem Raumfährenprototyp Enterprise. Bei fünf dieser Flüge landete die Enterprise nach der Trennung vom SCA selbstständig. Bei diesen Tests wurde das SCA und vor allem das Shuttle auf seine Flug- und Landeeigenschaften untersucht.
Bis November 1990 war NASA 905 das einzige SCA zum Transport der Space Shuttles. Neben dem Transport der Raumfähren zwischen den Start- und Landeplätzen flog NASA 905 1983 die Raumfähre Enterprise auch nach Europa für Ausstellungen in England, auf der Pariser Luftfahrtschau und auf dem Flughafen Köln/Bonn (Pfingsten 1983).
Bemerkenswerterweise flog NASA 905 noch bis mindestens Mitte 1982 in der Lackierung von American Airlines. Es wurden nur das komplette Seitenleitwerk und die für die Halterungen der Shuttles und zur Versteifung des Rumpfes erneuerten Bereiche mit dem aktuellen Anstrich versehen, Teile des oberen Rumpfes wie bei American Airlines üblich nur mit neuem Klarlack. Der American-Schriftzug war bis zur komplett neuen und bis jetzt aktuellen Farbgebung als Schatten erkennbar.
Am 13. Dezember 2010 wurden am Flughafen St. Louis Testflüge durchgeführt, um den Transport einer Boeing Phantom Ray zur Dryden Test Range vorzubereiten. Dies war der erste Transportflug, bei dem kein Shuttle montiert war, sondern ein anderes Flugzeug.
Das SCA N905NA hat alle außer Dienst gezogenen Space Shuttles zu ihren endgültigen Bestimmungsorten gebracht. Nach dem letzten Flug wurde das Flugzeug am 24. September vom Los Angeles International Airport zum Dryden Flight Research Center geflogen, um als Ersatzteillieferant für das SOFIA-Programm zu dienen.
Seit 2015 steht sie im Space Center Houston.

## NASA 911
Die zweite Maschine NASA 911 vom Typ Boeing 747-146SR, Seriennummer 20781, Laufende Nummer 221, Erstflug 31. August 1973, wurde am 26. September 1973 an Japan Airlines (JAL) ausgeliefert. Sie wurde nach Erwerb der NASA am 15. April 1988 auf Boeing mit dem Kennzeichen N747BL zugelassen und schließlich nach erfolgtem Umbau mit dem Luftfahrzeug-Kennzeichen N911NA auf die NASA zugelassen. Im Gegensatz zur ersten SCA besitzt dieses Flugzeug fünf Oberdeckfenster auf jeder Seite, denn ursprünglich waren die SR-Varianten für extremen Kurzstreckenverkehr bei hohem Passagieraufkommen konzipiert, sodass auf dem Oberdeck auf beiden Seiten 10 Fenster wie später bei den 747-200-Varianten verbaut waren. Die hinteren 5 wurden aus dem gleichen Grund wie bei der 905 verschlossen.
Bei ihrem ersten Einsatz 1991 wurde mit ihr die neue Raumfähre Endeavour vom Hersteller in Palmdale, Kalifornien zum Kennedy Space Center überführt.
Am 8. Februar 2012 flog die Maschine zum letzten Mal. Sie wurde zum Dryden Flight Research Center geflogen, um dort als Ersatzteilspender für die N905NA und das fliegende Teleskop SOFIA zu dienen.

## Technische Daten
Der Vergleich der Zivilversion der Boeing 747-100 mit dem SCA:
| Kenngröße             | 747-100                | NASA 905                         | NASA 911                         |
| --------------------- | ---------------------- | -------------------------------- | -------------------------------- |
| Besatzung (Cockpit)   | 3                      | 4                                | 4                                |
| Länge                 | 70,60 m                | 70,60 m                          | 70,60 m                          |
| Spannweite            | 59,60 m                | 59,60 m                          | 59,60 m                          |
| Höhe                  | 19,3 m                 | 19,3 m                           | 19,3 m                           |
| max. Startmasse       | 333.400 kg             | 323.410 kg                       | 323.410 kg                       |
| Triebwerke (je 4×)    | P&W JT9D-7A à 206,8 kN | P&W JT9D-7J à 222,4 kN           | P&W JT9D-7J à 222,4 kN           |
| Höchstgeschwindigkeit | Mach 0,84 (895 km/h)   | Mach 0,6 (648 km/h)              | Mach 0,6 (648 km/h)              |
| Reichweite            | 9.800 km               | 10.186 km (1.852 km mit Shuttle) | 10.186 km (1.852 km mit Shuttle) |

## Sonstiges

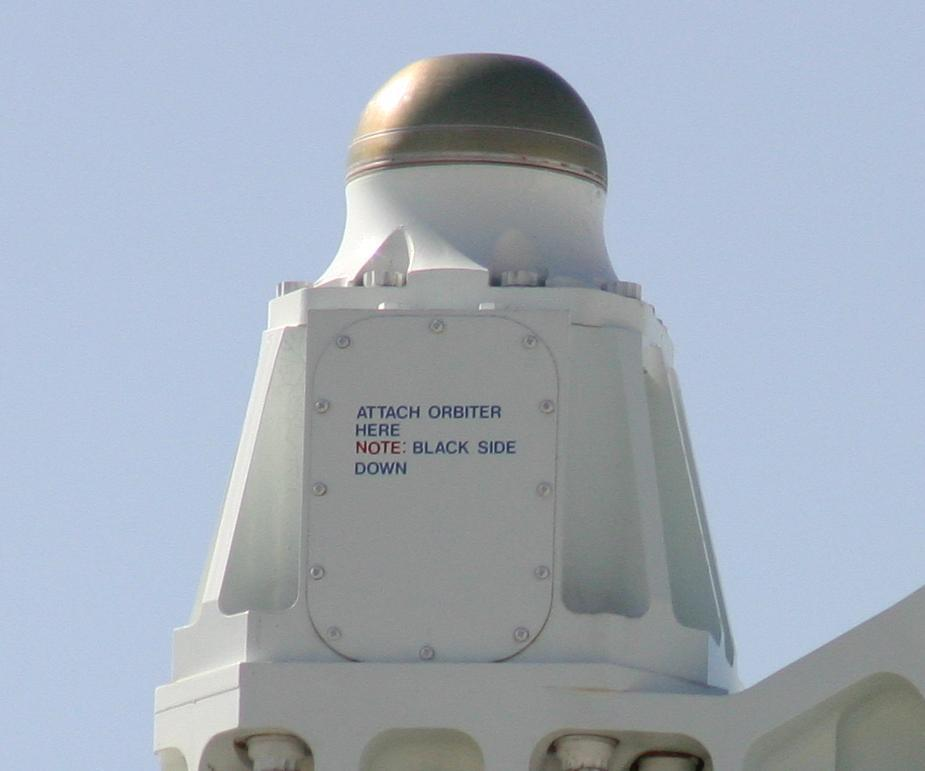
Der hintere Befestigungspunkt an N905NA trägt die wohl nicht ganz ernst gemeinte Beschriftung „Attach Orbiter Here – Note: Black Side Down“, was so viel heißt wie „Hier Raumfähre anbringen – Hinweis: Schwarze Seite nach unten“

- Im James-Bond-Film Moonraker – Streng geheim startet eine dem Space Shuttle nachempfundene Raumfähre namens Moonraker, das auf einer 747-100 befestigt ist, mitten im Flug, wodurch das Trägerflugzeug explodiert. In der Realität hätte ein Space Shuttle ohne angebrachten Außentank keinen Treibstoff für einen solchen Start.
- Im Film Superman Returns aus dem Jahr 2006 rettet Superman ein beschädigtes Shuttle Carrier Aircraft. Das Shuttle ist eine neue Version, „Genesis“ genannt, und das SCA ist eine Boeing 777.